# Малая Речка (приток Оби)
Малая Речка — река в Ханты-Мансийском АО России. Устье реки находится в 18 км от устья по левому берегу протоки Посал (протока Кирьяса, являющегося протокой Оби). Длина реки составляет 30 км.

## Данные водного реестра
По данным государственного водного реестра России относится к Верхнеобскому бассейновому округу, водохозяйственный участок реки — Обь от впадения реки Вах до города Нефтеюганск, речной подбассейн реки — Обь ниже Ваха до впадения Иртыша. Речной бассейн реки — (Верхняя) Обь до впадения Иртыша.
Код объекта в государственном водном реестре — 13011100112115200041276.